# Tadjik (cheval)
Pour les articles homonymes, voir Tadjik.
Le Tadjik (russe : Tadzhikskaya Verkhovaya) est une race de chevaux de selle sélectionnée durant une trentaine d'années au Tadjikistan, sous l'autorité de URSS, par croisements entre l'Arabe, le Lokaï, le Pur-sang, et d'autres races. Le Tadjik est notamment destiné au sport équestre local du kokpar. Son statut officiel est controversé. La race n'existe peut-être plus selon CAB International. Faute de données, ses effectifs sont inconnus.

## Histoire
Le Tadjik provient de croisements effectués de 1953 à 1983 entre diverses races présentes localement, dont l'Arabe, le Lokaï et le Pur-sang,. Des croisements subséquents ont eu lien entre les chevaux descendants de ces croisements, dans un objectif d'élevage.
L'édition 2016 de l'encyclopédie de CAB International ne considère pas, ou plus le Tadjik comme une race distincte, renvoyant l'entrée Tadjik Riding Horse aux races du Karabair et du Lokaï. L'édition de 2002 le comptabilisait comme race à part entière, constituée par différents croisements. Le Tadjik est également présent dans le guide Delachaux (2014), qui précise que la race est toujours en développement.

## Description
Le guide Delachaux indique une taille moyenne de 1,43 m à 1,54 m.
Ce cheval de sport énergique présente une morphologie légère, et davantage de taille que le Lokaï. L'encolure est longue, le poitrail large et les épaules inclinées. Le pelage est abondant en hiver.
La robe peut être alezane, baie ou grise. Les marques blanches sont fréquentes. Il est adapté au rude climat continental de son pays natal.

## Utilisations
C'est un cheval de selle, destiné notamment au kokpar.

## Diffusion de l'élevage
La race Tadjik n'est répertoriée qu'au Tadjikistan, et ses effectifs ne sont pas connus,.
L'étude menée par l'Université d'Uppsala, publiée en août 2010 pour la FAO, le considère comme une race de chevaux asiatique locale, dont le niveau de menace est inconnu.